# Malîi Karașîn, Makariv
Malîi Karașîn (în ucraineană Малий Карашин) este un sat în comuna Velîkîi Karașîn din raionul Makariv, regiunea Kiev, Ucraina.

## Demografie
Componența lingvistică a localității Malîi Karașîn
     Ucraineană (96,74%)
     Rusă (3,02%)
     Alte limbi (0,23%)
Conform recensământului din 2001, majoritatea populației localității Malîi Karașîn era vorbitoare de ucraineană (96,74%), existând în minoritate și vorbitori de rusă (3,02%).